# Melitaea dalmatina
Melitaea dalmatina är en fjärilsart som beskrevs av Otto Staudinger 1861. Melitaea dalmatina ingår i släktet Melitaea och familjen praktfjärilar. Inga underarter finns listade i Catalogue of Life.